# Gaśno

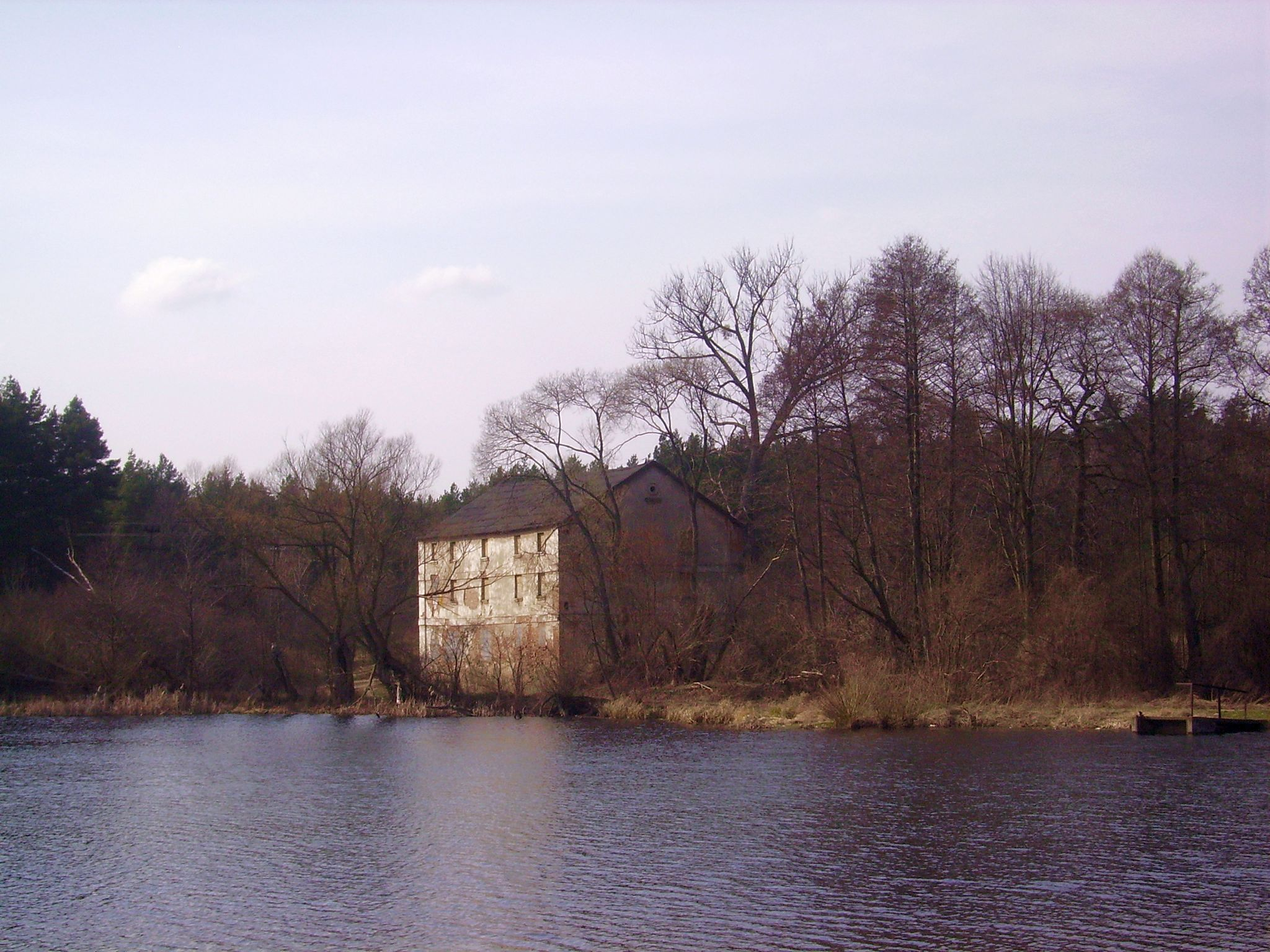
Teich und alte Mühle bei Gaśno

Gaśno ist ein polnisches Dorf mit Schulzenamt in der Woiwodschaft Masowien. Es liegt etwa vier Kilometer östlich von Gostynin und gehört zur gleichnamigen Landgemeinde.
In der Nähe speist der Fluss Osetnica einen zwei Meter tiefen und neun Hektar großen Teich. An dessen Ufer steht die örtliche Wassermühle von Gaśno, die bis 1945 zum Mahlen von Getreide genutzt wurde.

## Geschichte

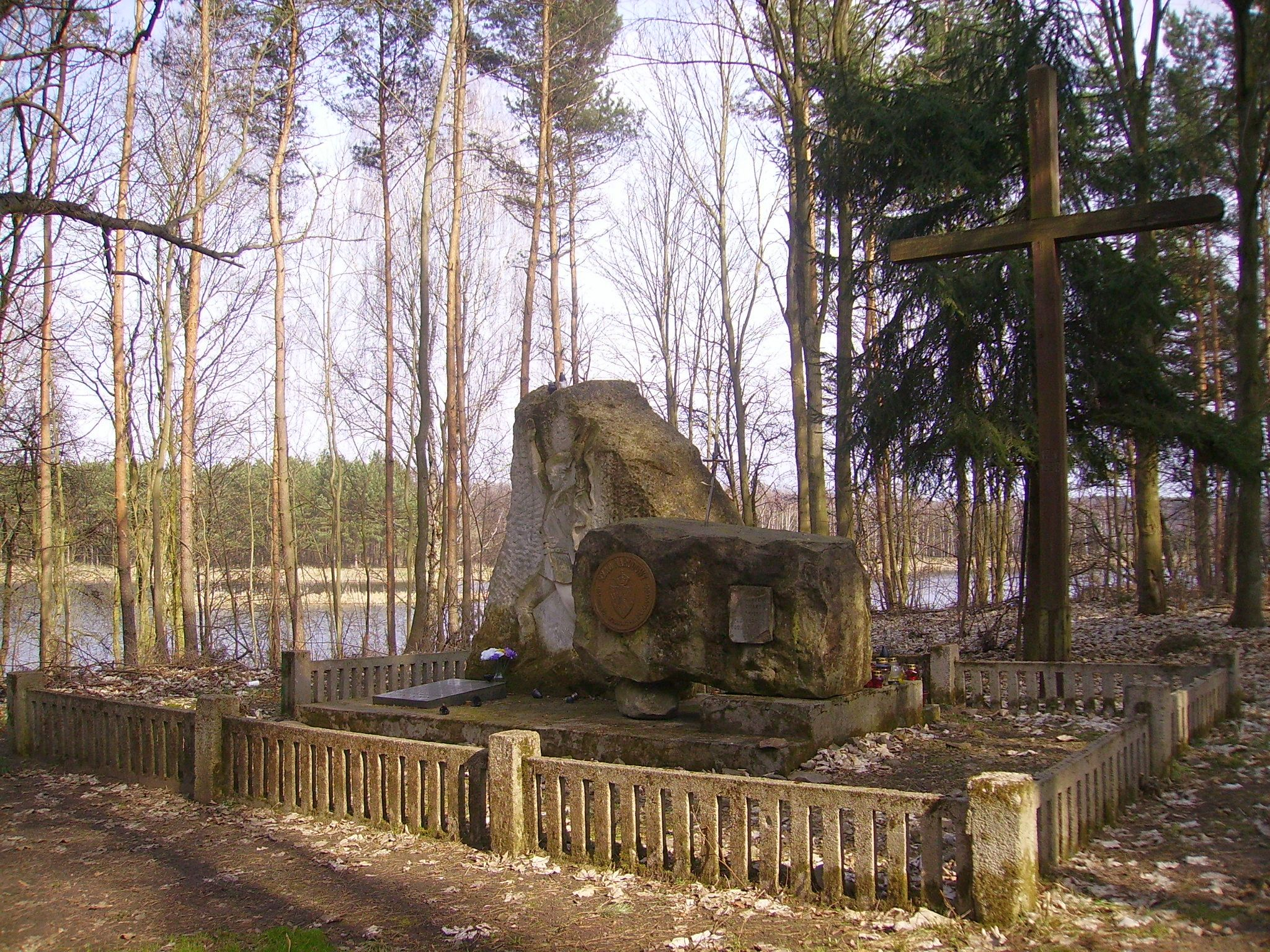
Mahnmal in Gaśno

Gaśno wurde vor 1796 durch Hauländer gegründet. 1881 umfasste der Ort 20 Häuser, 198 Bewohner und 298 Morgen Land. 
Am 12. März 1863 kam es bei Gaśno im Zuge des Januaraufstands zu einem Gefecht, bei dem polnische Aufständische von Truppen des Zaren in den Fluss getrieben wurden und ertranken. Ein Mahnmal erinnert dort noch heute an die Opfer.
Von 1975 bis 1998 gehörte Gaśno zur Woiwodschaft Płock.